# Tiếng Sogdia

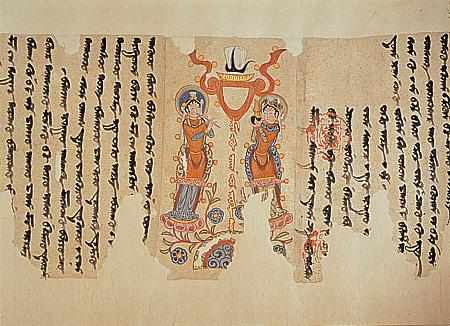
Một văn bản tiếng Sogdia (thế kỷ IX-XIII)

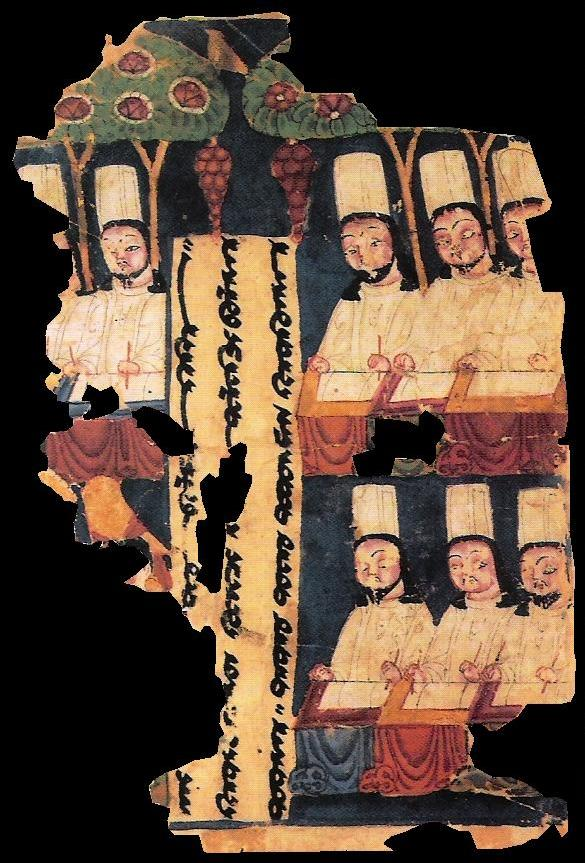
Tăng lữ Mani giáo chép kinh tiếng Sogdia, ở Khocho, bồn địa Tarim, thế kỷ VIII-IX

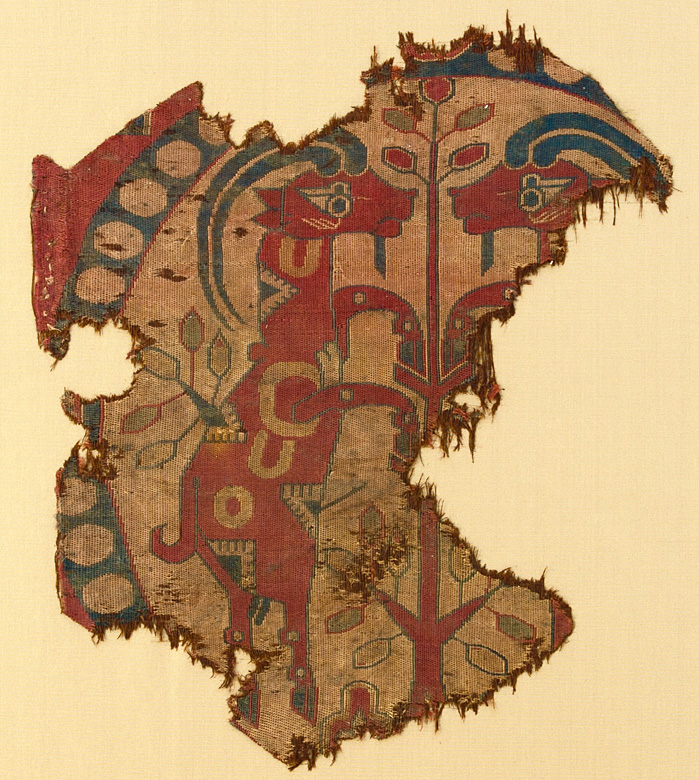
Một mẫu lụa thổ cẩm Sogdia, chừng năm 700.

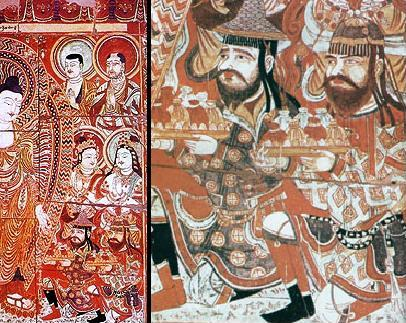
Người Sogdia dân lễ lên Phật (tranh tường), Bezeklik, đông bồn địa Tarim, Trung Quốc, thế kỷ XVIII.

Tiếng Sogdia là một ngôn ngữ Iran từng hiện diện ở vùng Sogdia (Sogdiana) miền Trung Á (ứng với lãnh thổ Uzbekistan và Tajikistan ngày nay), và còn là ngôn ngữ trong những cộng đồng người Sogdia nơi nay là mạn viễn tây Trung Quốc. Tiếng Sogdia, cùng với tiếng Bactria, tiếng Saka Khotan, tiếng Ba Tư trung đại, và tiếng Parthia, là một ngôn ngữ quan trọng thời "Iran trung đại". Ngôn ngữ này để lại một lượng lớn văn bản.
Tiếng Sogdia thường được xếp vào nhánh đông bắc trong ngữ chi Iran. Không còn bằng chứng trực tiếp nào về dạng cổ hơn của ngôn ngữ này (tạm gọi là "tiếng Sogdia cổ") sót lại, dù việc Sogdia được nhắc đến trong những bản khắc tiếng Ba Tư cổ cho thấy nó từng tồn tại chí ít từ thời đế quốc Achaemenid (559–323 BCE).
Như tiếng Khotan, ngữ pháp và hình thái tiếng Sogdia nói chung nguyên thủy hơn so với tiếng Ba Tư trung đại. Tiếng Yaghnob là hậu duệ của một phương ngữ tiếng Sogdia thế kỷ XVIII nói ở Osrushana, một vùng nằm phía nam Sogdia.

## Văn kiện Sogdia

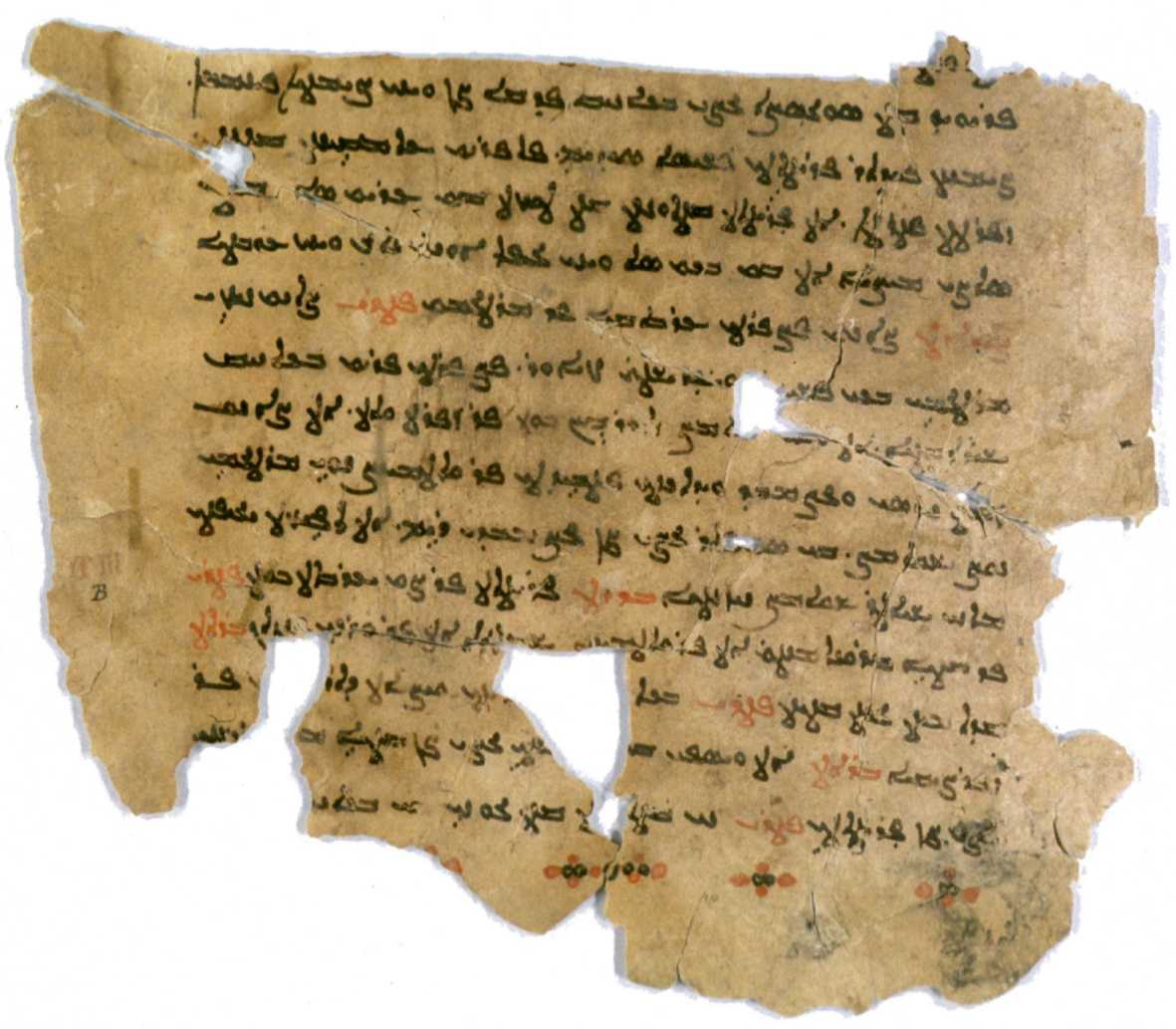
Văn bản Kitô giáo Sogdia thế kỷ IX-XI viết ở Estrangelo, khám phá ở Turpan.

Những mẫu văn thư tiếng Sogdia thu nhặt ở Tân Cương, Trung Quốc khơi mào cho nghiên cứu ngôn ngữ này. Robert Gauthiot (học giả Sogdia đầu tiên) và Paul Pelliot (người mà khi đi di khảo tại Đôn Hoàng thu hồi được văn kiện tiếng Sogdia) là hai người đầu tiên đứng ra nghiên cứu. Gauthiot ra mắt nhiều bài viết nghiên cứu dựa văn kiện của Pelliot, tuy ông qua đời trong Thế chiến thứ I. Một trong những bài viết đáng chú tâm nhất của Gauthiot là một tập từ vựng tiếng Sogdia, đang trong quá trình hoàn thành khi ông mất. Émile Benveniste nối tiếp công việc này sau cái chết của Gauthiot.
Nhiều mẫu văn bản Sogdia được tìm thấy ở Turfan trong những cuộc viễn chinh Turfan của người Đức. Những chuyến viễn chinh này do bảo tàng Dân tộc học Berlin sắp đặt. Hầu hết là văn bản tôn giáo Mani giáo hay Kitô giáo, gồm cả bản dịch Kinh Thánh. Đa số văn bản tôn giáo như vậy có niên đại từ thế kỷ IX-X.
Đôn Hoàng và Turfan là hai nơi có nhiều văn kiện Sogdia về Mani giáo, Phật giáo, Kitô hơn cả.

## Chữ viết
Giống mọi ngôn ngữ Iran trung đại khác, chữ Sogdia bắt nguồn từ chữ Aram. Như trong chữ Pahlavi, chữ Sogdia kết hợp nhiều chữ tượng hình, tượng ý: nhiều từ tiếng Aram được dùng nhằm thể hiện từ gốc Iran. Chữ Sogdia là tiền thân trực tiếp của chữ Uyghur cổ mà chính nó lại là tiền thân của chữ Mông Cổ.
Như đa số hệ chữ con bắt nguồn từ chữ Sinai nguyên thủy, không có ký hiệu riêng cho nguyên âm. Ba ký hiệu phụ âm (chuyển tự là) ’ y w có thể dùng đại diện cho lần lượt ba nguyên âm dài [a: i: u:]. Có lúc chúng còn biểu thị nguyên âm ngắn (khác với việc nguyên âm ngắn luôn không được viết ra trong chữ Aram). Nhằm phân biệt nguyên âm ngắn với nguyên âm dài, có thể đặt dấu aleph đằng trước để chỉ nguyên âm dài.
Ngoài ra, tiếng Sogdia còn được viết bằng chữ Mani, gồm 29 ký tự.

## Hình thái học

### Nguyên âm

#### Thân từ "nhẹ"
| Cách                  | thân a giống đực | thân a giống trung | thân ā giống trung | thân u giống đực | thân ū giống cái | thân ya giống đực | thân yā giống cái | số nhiều            |
| --------------------- | ---------------- | ------------------ | ------------------ | ---------------- | ---------------- | ----------------- | ----------------- | ------------------- |
| danh sách             | -i               | -u                 | -a, -e             | -a               | -a               | -i                | -yā               | -ta, -īšt, -(y)a    |
| hô cách               | -u               | -u                 | -a                 | -i, -u           | -ū               | -iya              | -yā               | -te, -īšt(e), -(y)a |
| đối cách              | -u               | -u                 | -u, -a             | -u               | -u               | -(iy)ī            | -yā(yī)           | -tya, -īštī, -ān(u) |
| sở hữu cách-tặng cách | -ē               | -yē                | -ya                | -(uy)ī           | -uya             | -(iy)ī            | -yā(yī)           | -tya, -īštī, -ān(u) |
| vị trí cách           | -ya              | -ya                | -ya                | -(uy)ī           | -uya             | -(iy)ī            | -yā(yī)           | -tya, -īštī, -ān(u) |
| công cụ cách-ly cách  | -a               | -a                 | -ya                | -(uy)ī           | -uya             | -(iy)ī            | -yā(yī)           | -tya, -īštī, -ān(u) |

#### Thân từ "nặng"
| Cách                  | giống  | giống cái | số nhiều |
| --------------------- | ------ | --------- | -------- |
| danh sách             | -Ø     | -Ø        | -t       |
| hô cách               | -Ø, -a | -e        | -te      |
| đối cách              | -ī     | -ī        | -tī, -ān |
| sở hữu cách-tặng cách | -ī     | -ī        | -tī, -ān |
| vị trí cách           | -ī     | -ī        | -tī, -ān |
| công cụ cách-ly cách  | -ī     | -ī        | -tī, -ān |

#### Thân từ rút ngắn
| Cách                  | thân aka giống đực | thân aka giống trung | thân ākā giống cái | giống đực số nhiều | giống cái số nhiều |
| --------------------- | ------------------ | -------------------- | ------------------ | ------------------ | ------------------ |
| danh sách             | -ē                 | (-ō), -ē             | -ā                 | -ēt                | -ēt, -āt           |
| hô cách               | (-ā), -ē           | (-ō), -ē             | -ā                 | (-āte), -ēte       | -ēte, -āte         |
| đối cách              | (-ō), -ē           | (-ō), -ē             | -ē                 | -ētī, -ān          | -ētī, -ātī         |
| sở hữu cách-tặng cách | -ē                 | -ē                   | -ē                 | -ētī, -ān          | -ētī, -ātī         |
| vị trí cách           | -ē                 | -ē                   | -ē                 | -ētī, -ān          | -ētī, -ātī         |
| công cụ cách-ly cách  | (-ā), -ē           | (-ā), -ē             | -ē                 | -ētī, -ān          | -ētī, -ātī         |

### Động từ

#### Hiện tại
| Ngôi                   | Thân từ nhẹ | Thân từ nặng |
| ---------------------- | ----------- | ------------ |
| ngôi thứ nhất số ít    | -ām         | -am          |
| ngôi thứ hai số ít     | -ē, (-Ø)    | -Ø, -ē       |
| ngôi thứ ba số ít      | -ti         | -t           |
| ngôi thứ nhất số nhiều | -ēm(an)     | -ēm(an)      |
| ngôi thứ hai số nhiều  | -θa, -ta    | -θ(a), -t(a) |
| ngôi thứ ba số nhiều   | -and        | -and         |

#### Vị thành
| Ngôi                   | Thân từ nhẹ     | Thân từ nặng    |
| ---------------------- | --------------- | --------------- |
| ngôi thứ nhất số ít    | -u              | -Ø, -u          |
| ngôi thứ hai số ít     | -i              | -Ø, -i          |
| ngôi thứ ba số ít      | -a              | -Ø              |
| ngôi thứ nhất số nhiều | -ēm(u), -ēm(an) | -ēm(u), -ēm(an) |
| ngôi thứ hai số nhiều  | -θa, -ta        | -θ(a), -t(a)    |
| ngôi thứ ba số nhiều   | -and            | -and            |